# Gu'an
Gu'an léase Ku-Án (en chino simplificado, 固安县; pinyin, Gù'ān xiàn) es un condado bajo la administración directa de la ciudad-prefectura de Langfang. Se ubica en la provincia de Hebei, este de la República Popular China. Su área es de 703 km² y su población total para 2010 fue más de 400 mil habitantes.

## Administración
El condado de Gu'an se divide en 9 pueblos que se administran en 5 poblados y 4 villas.